# Calicina mesaensis
Calicina mesaensis is een hooiwagen uit de familie Phalangodidae. De wetenschappelijke naam van Calicina mesaensis gaat terug op Ubick & Briggs.